# ریمیا
ریمیا یا به انگلیسی:(Rimya) از شاخه‌های علوم غریبه و یکی از کله سر که به بهره‌گیری از خواص مخفی عناصر و اشیاء به منظور رسیدن به توانایی های ماوراء‌الطبیعه می‌پردازد.
معتقدان به ریمیا این‌گونه اعتقاد دارند که ریمیا نیازمند آگاهی از باطن اشیاء و کیهان بوده تا فرد بتواند از باطن مخفی ماده برای منفعت خود استفاده کند. در طول تاریخ اعتقاد بر این بوده که اگر کسی از ریمیا برخوردار باشد می‌تواند از خطرات طبیعی جان سالم به در ببرد و قادر به انجام هر کاری بدون محدودیت مکانی یا زمانی بشود.
همچنین بسیاری سیمیا را مکمل ریمیا دانسته و معتقدند یکی از نتایج تسلط بر ریمیا طی‌العرض است.

## نحوه تسلط
در کتب قدیمی تنها راه دست یابی و تسلط بر ریمیا را تفکر دانسته اند و راه میان بری برای رسیدن به آن قائل نشده‌اند.